# Quoi de neuf, Pussycat ?
Pour les articles homonymes, voir What's New (homonymie).
Pour plus de détails, voir Fiche technique et Distribution.
Quoi de neuf, Pussycat ? (What's New, Pussycat?) est un film franco-américain réalisé par Clive Donner, sorti en 1965.

## Synopsis
Michael James, rédacteur en chef d'une revue féminine à Paris, est un séducteur invétéré. Malgré son amour pour Carole Werner, il ne peut ignorer les femmes avenantes qui l'entourent. Pensant qu'il a un problème, il consulte le psychiatre Fritz Fassbender. Ironie du sort, celui-ci souffre d'un complexe de frustration. Un ami de Michael, Victor Shakapopulis, est transi d'amour pour Carole. Cette dernière attend de Michael qu'il la demande en mariage. Mais celui-ci rencontre tour à tour Liz et Renée. Excédée, Carole décide de donner de faux espoirs à Victor dans le but de rendre jaloux Michael.

## Fiche technique
Source : IMDb
- Titre français : Quoi de neuf, Pussycat ?
- Titre original : What's New, Pussycat?
- Réalisation : Clive Donner
- Scénario : Woody Allen
- Musique : Burt Bacharach
- Photographie : Jean Badal
- Montage : Fergus McDonell
- Production : Charles K. Feldman
- Sociétés de production : Famous Artists Productions & Famartists Productions S.A.
- Société de distribution : United Artists
- Pays de production :  France,  États-Unis
- Langue : Anglais, Français
- Format : Couleur - Mono - 35 mm - 1.66:1
- Genre : Comédie loufoque, Romance
- Tournage : du 13 octobre 1964 au 23 janvier 1965
- Date de sortie : 
  - États-Unis : 22 juin 1965
  - France : 18 janvier 1966
- Durée : 108 minutes

## Distribution
Source : IMDb

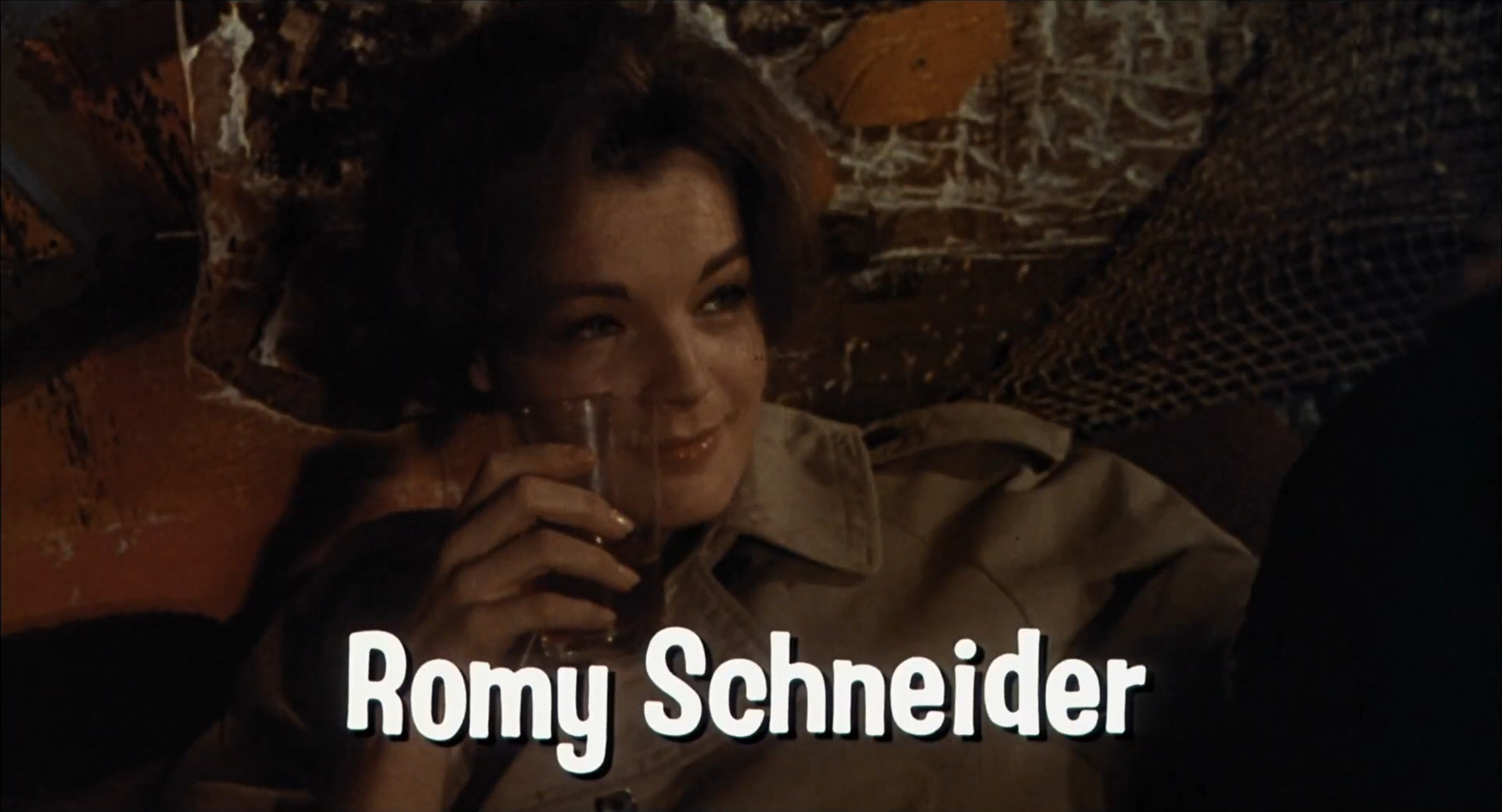
Romy Schneider au générique d'ouverture.

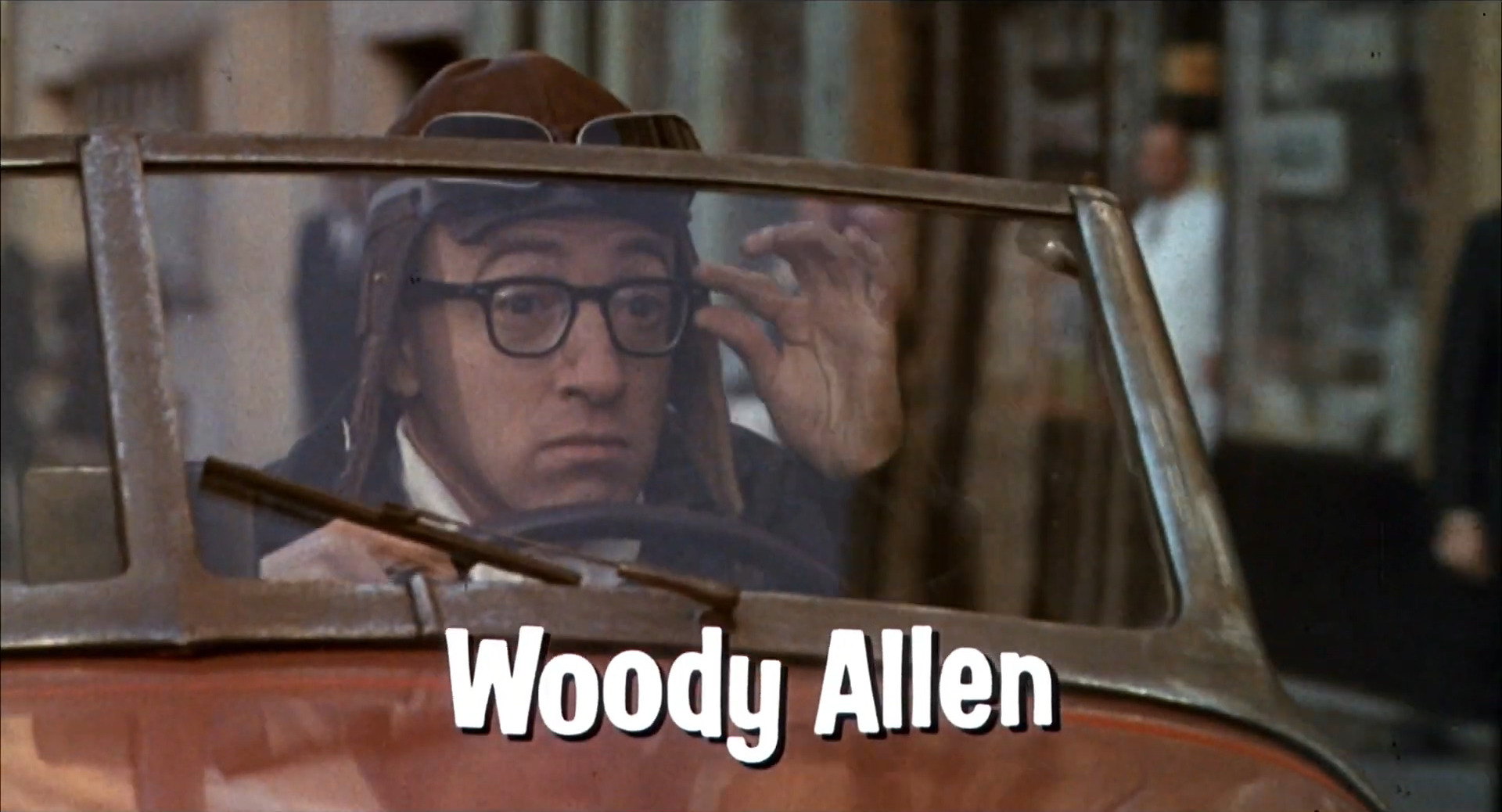
Woody Allen

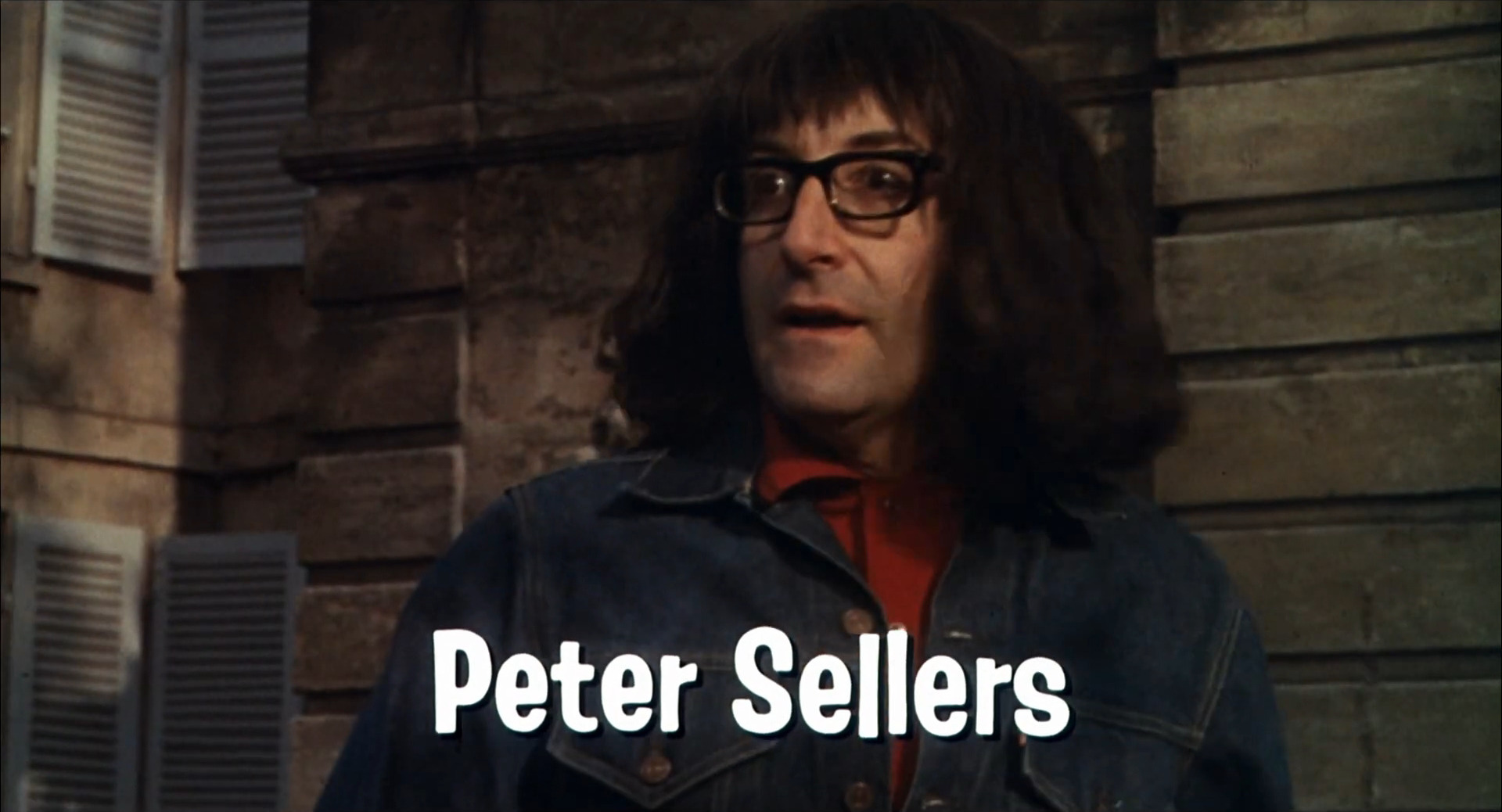
Peter Sellers

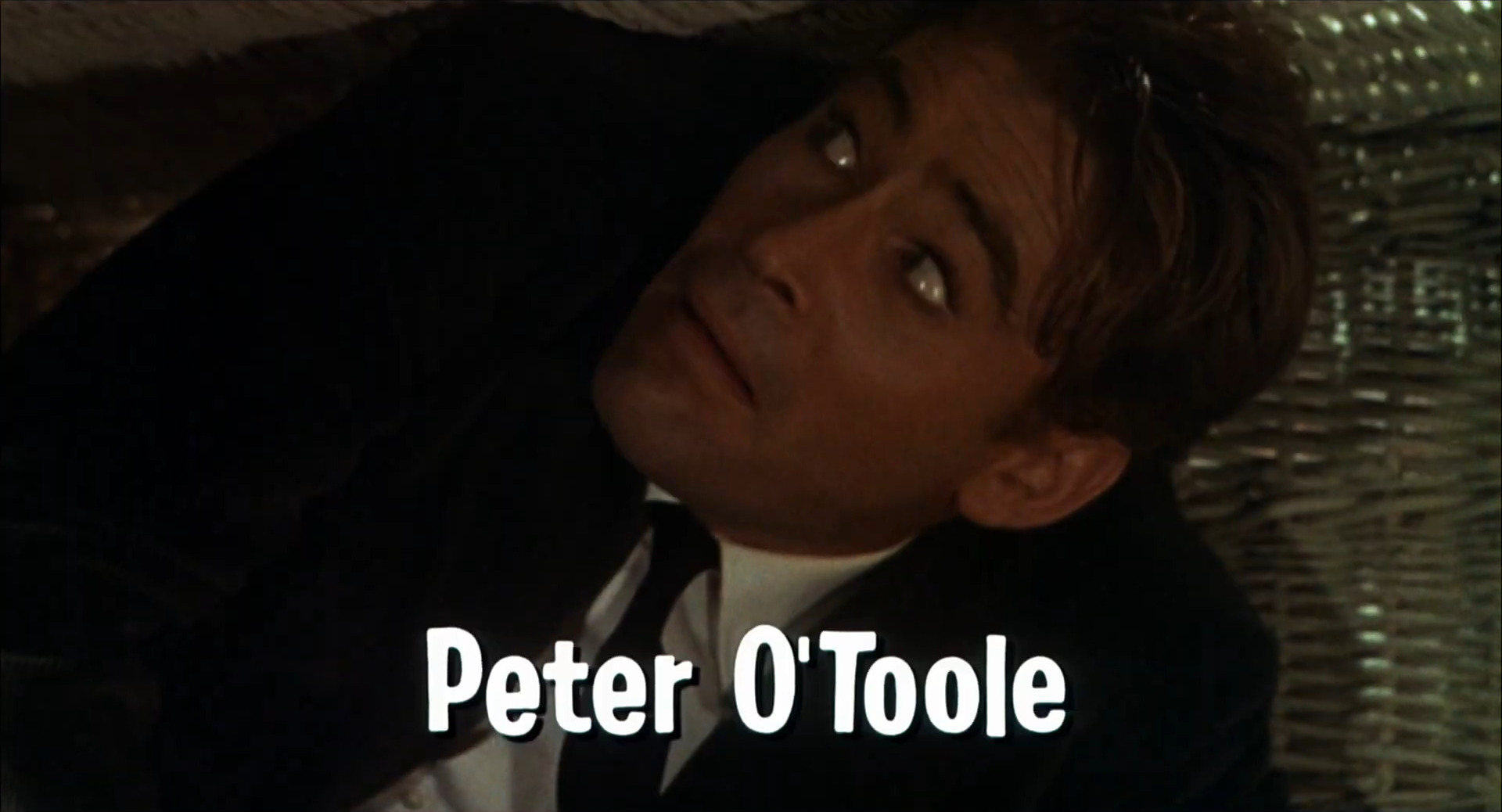
Peter O'Toole

- Peter O'Toole (VF : Bernard Woringer) : Michael James
- Peter Sellers (VF : Michel Roux) : Dr. Fritz Fassbender
- Romy Schneider (VF : Lisette Lemaire) : Carole Werner
- Capucine (VF : Nicole Maurey) : Renée Lefebvre
- Paula Prentiss (VF : Michelle Bardollet) : Liz Bien
- Woody Allen (VF : Jacques Jouanneau) : Victor Shakapopulis
- Ursula Andress (VF : Anne Carrère) : Rita
- Eddra Gale : Anna Fassbender
- Éléonore Hirt : Mme Werner
- Katrin Schaake : Jacqueline
- Michel Subor : Philippe
- Annette Poivre : Emma
- Jacqueline Fogt : Charlotte
- Nicole Karen : Tempest O'Brien
- Barbara Sommers : Miss Marx
- Tanya Lopert : Miss Lewis
- Françoise Hardy : la secrétaire de mairie
- Sabine Sun : l'infirmière
- Howard Vernon : le médecin urgentiste
- Jacques Balutin (VF : lui-même) : Étienne
- Jean Parédès (VF : Serge Nadaud) : Marcel Lefebvre
- Jess Hahn : M. Werner
- Robert Rollis (VF : lui-même) : le loueur de voitures
- Richard Saint-Bris : le maire
- Daniel Emilfork : le pompiste
- Louis Falavigna : Jean

## Production

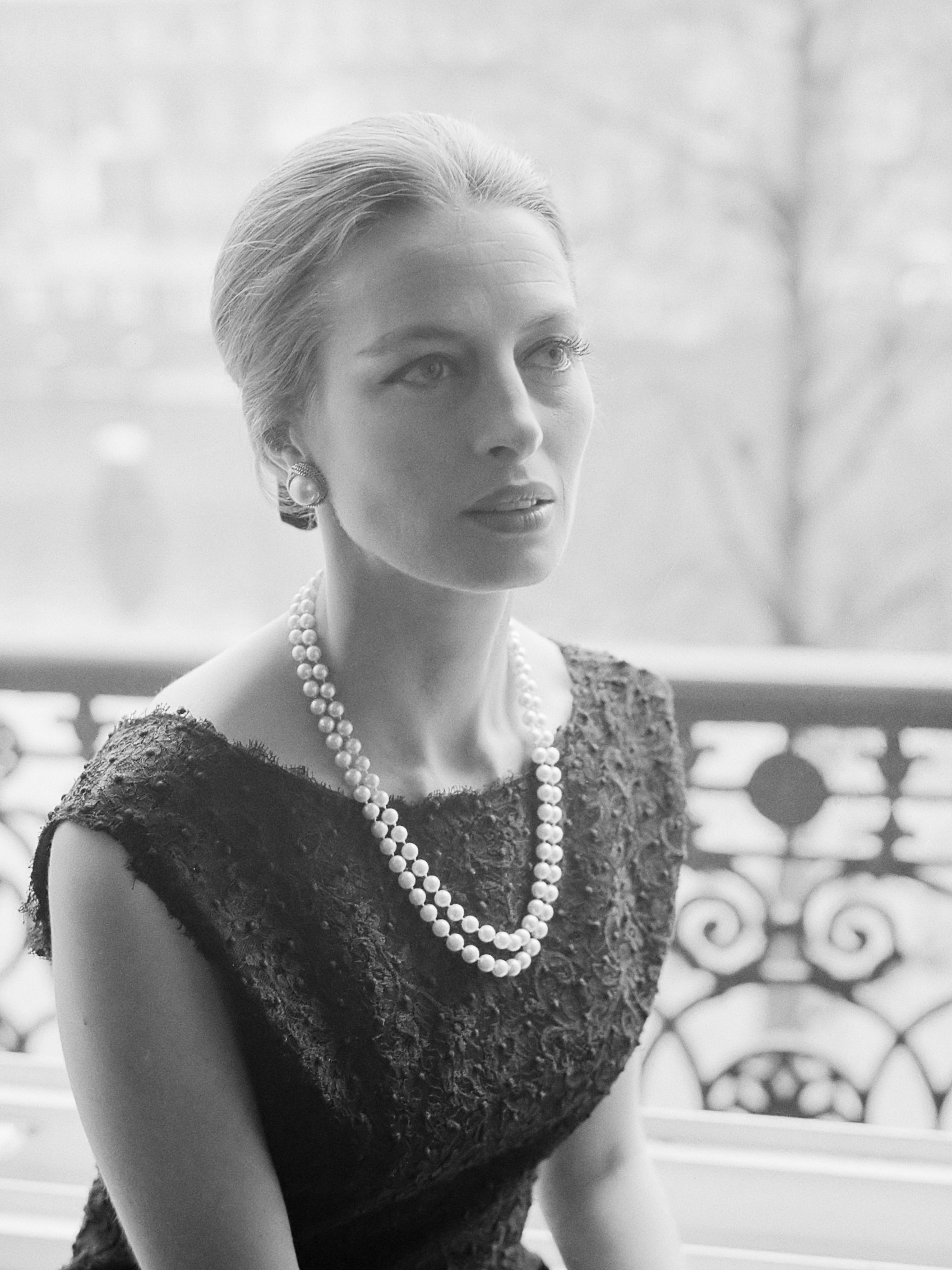
L'actrice Capucine en 1962

L'acteur Warren Beatty est à l'origine du projet. Au début des années 1960, après son rôle prometteur dans La Fièvre dans le sang d'Elia Kazan, sa carrière n'avance plus et, alors qu'il se considère l'héritier de James Dean et de Marlon Brando, il se sent relégué aux rôles de playboy par les professionnels du cinéma américain. Il a l'idée de Quoi de neuf, Pussycat ?, une comédie qui traiterait de la « détresse » d'un séducteur, lui-même très grand séducteur est notamment connu pour aborder ses conquêtes par la formule : « What's new, Pussycat ? » Il commence à écrire avec son ami le producteur Charles K. Feldman, dont il espère qu'il produira le film. Warren Beatty insiste auprès de lui pour qu'il ne donne pas de rôle à sa compagne du moment, la française Capucine (Feldman est connu pour faire engager ses conquêtes sur les films sur lesquels il travaille).
Cherchant un troisième co-scénariste qui puisse insuffler au film la drôlerie nécessaire, ils proposent à Woody Allen, rencontré au cabaret Blue Angel, de travailler avec eux. Woody est alors un humoriste qui se produit dans les clubs et commence à être connu. Feldman lui propose 30 000 dollars, Allen en veut 40 000 mais il accepte finalement le prix de Feldman à condition de tenir un rôle dans le film.
Voyant que le personnage féminin du film devient trop « français » (Capucine tiendra effectivement le premier rôle féminin) et que le personnage imaginé pour Woody Allen prend trop d'importance au détriment du sien, Warren Beatty quitte brutalement le projet en imaginant que les deux autres vont lui demander de revenir, ce qu'ils ne font pas.

## Accueil
Le film est un grand succès.
Woody Allen se sentira néanmoins assez frustré du résultat, pensant que le film aurait été meilleur s'il l'avait écrit seul et réalisé. Cette expérience l'incitera à prendre un meilleur contrôle sur ses projets suivants.
Dans le film, la chanson phare de même nom que le titre original du film, What's New Pussycat?, par Burt Bacharach et Hal David et interprétée par Tom Jones, est très appréciée. Elle est nommée à la 38e cérémonie des Oscars dans la catégorie de l'Oscar de la meilleure chanson originale,.

## Autour du film
- Le personnage que joue Capucine s'appelle Mme Lefebvre, c'est son véritable nom.
- Françoise Hardy admettra plus tard avoir essentiellement accepté sa petite apparition tout à la fin du film dans l'espoir de rencontrer Peter O'Toole. Elle avouera aussi n'avoir gardé aucun souvenir de cette rencontre.
- En répétant le petit discours de son personnage d'hôtelier à propos des relations extra-conjugales de sa clientèle, Jacques Balutin, qui doit plusieurs fois employer le verbe anglais cheat on (« tromper »), le prononce mal et lui donne, malgré lui, un sens autrement scabreux – provoquant ainsi l'intarissable hilarité de son partenaire Peter O'Toole.
- Certaines des scènes situées dans la maison du psychanalyste utilisent comme décor naturel le Castel Henriette (1899) d'Hector Guimard, qui sera malheureusement démoli quelques années plus tard, en 1969.

## Critique cinématographique
- Marcel Martin, Où est la sincérité ? Quoi de neuf, Pussycat ? de Clive Donner, Les Lettres françaises no 1117, 3 février 1966, page 21